# Canadian Open 2025 - Qualificazioni singolare maschile
Le qualificazioni del singolare maschile del Canadian Open 2025 sono state un torneo di tennis preliminare per accedere alla fase finale della manifestazione disputate il 26 luglio 2025. I vincitori dell'ultimo turno sono entrati di diritto nel tabellone principale. In caso di ritiro di uno o più giocatori aventi diritto a questi sono subentrati i lucky loser, ossia i giocatori che hanno perso nell'ultimo turno ma che avevano una classifica più alta rispetto agli altri partecipanti che avevano comunque perso nel turno finale.

## Teste di serie
1. Adrian Mannarino (qualificato)
2. Tseng Chun-hsin (ultimo turno, lucky loser)
3. Tristan Schoolkate (qualificato)
4. James Duckworth (qualificato)
5. Valentin Royer (qualificato)
6. Emilio Nava (qualificato)
7. Dalibor Svrčina (ultimo turno, lucky loser)
8. Alexander Blockx (qualificato)
9. Shintaro Mochizuki (qualificato)
10. Tristan Boyer (qualificato)
11. Térence Atmane (ultimo turno, lucky loser)
12. Juan Pablo Ficovich (qualificato)
13. Colton Smith (qualificato)
14. Pierre-Hugues Herbert (qualificato)
15. Tomás Barrios Vera (qualificato)
16. Taro Daniel (ultimo turno)

1. Yosuke Watanuki (qualificato)
2. Kyrian Jacquet (ultimo turno)
3. Mitchell Krueger (ultimo turno)
4. Li Tu (ultimo turno)
5. Coleman Wong (ultimo turno)
6. James Trotter (ultimo turno)
7. Patrick Kypson (ultimo turno)
8. Ugo Blanchet (qualificato)
9. Yasutaka Uchiyama (ultimo turno)
10. Duje Ajduković (ultimo turno)
11. Govind Nanda (ultimo turno)
12. Juan Carlos Aguilar (ultimo turno)
13. Alvin Nicholas Tudorica (ultimo turno)
14. Dan Martin (qualificato)
15. Justin Boulais (ultimo turno)
16. Facundo Bagnis (qualificato)

## Qualificati
1. Adrian Mannarino
2. Ugo Blanchet
3. Tristan Schoolkate
4. James Duckworth
5. Valentin Royer
6. Emilio Nava
7. Yosuke Watanuki
8. Alexander Blockx

1. Shintaro Mochizuki
2. Tristan Boyer
3. Facundo Bagnis
4. Juan Pablo Ficovich
5. Colton Smith
6. Pierre-Hugues Herbert
7. Tomás Barrios Vera
8. Dan Martin

### Lucky loser
1. Tseng Chun-hsin
2. Dalibor Svrčina

1. Térence Atmane

## Tabellone

### Sezione 1
|  | Ultimo turno |                     |                     |   |   |  |
|  |              |                     |                     |   |   |  |
|  | 1            | Adrian Mannarino    | Adrian Mannarino    | 6 | 6 |  |
|  | 28/WC        | Juan Carlos Aguilar | Juan Carlos Aguilar | 3 | 1 |  |

### Sezione 2
|  | Ultimo turno |                 |                 |   |   |  |
|  |              |                 |                 |   |   |  |
|  | 2            | Tseng Chun-hsin | Tseng Chun-hsin | 4 | 5 |  |
|  | 24           | Ugo Blanchet    | Ugo Blanchet    | 6 | 7 |  |

### Sezione 3
|  | Ultimo turno |                    |                    |   |   |  |
|  |              |                    |                    |   |   |  |
|  | 3            | Tristan Schoolkate | Tristan Schoolkate | 6 | 6 |  |
|  | 27/Alt       | Govind Nanda       | Govind Nanda       | 3 | 0 |  |

### Sezione 4
|  | Ultimo turno |                 |                 |   |   |  |
|  |              |                 |                 |   |   |  |
|  | 4            | James Duckworth | James Duckworth | 6 | 6 |  |
|  | 31/WC        | Justin Boulais  | Justin Boulais  | 3 | 1 |  |

### Sezione 5
|  | Ultimo turno |                         |                         |   |   |  |
|  |              |                         |                         |   |   |  |
|  | 5            | Valentin Royer          | Valentin Royer          | 6 | 6 |  |
|  | 29/WC        | Alvin Nicholas Tudorica | Alvin Nicholas Tudorica | 2 | 3 |  |

### Sezione 6
|  | Ultimo turno |                  |                  |   |    |  |
|  |              |                  |                  |   |    |  |
|  | 6            | Emilio Nava      | Emilio Nava      | 6 | 7  |  |
|  | 19           | Mitchell Krueger | Mitchell Krueger | 4 | 65 |  |

### Sezione 7
|  | Ultimo turno |                 |    |   |   |  |
|  |              |                 |    |   |   |  |
|  | 7            | Dalibor Svrčina | 62 | 6 | 4 |  |
|  | 17           | Yosuke Watanuki | 7  | 1 | 6 |  |

### Sezione 8
|  | Ultimo turno |                  |                  |   |   |  |
|  |              |                  |                  |   |   |  |
|  | 8            | Alexander Blockx | Alexander Blockx | 6 | 6 |  |
|  | 26           | Duje Ajduković   | Duje Ajduković   | 4 | 4 |  |

### Sezione 9
|  | Ultimo turno |                    |                    |   |   |  |
|  |              |                    |                    |   |   |  |
|  | 9            | Shintaro Mochizuki | Shintaro Mochizuki | 6 | 6 |  |
|  | 25/Alt       | Yasutaka Uchiyama  | Yasutaka Uchiyama  | 4 | 3 |  |

### Sezione 10
|  | Ultimo turno |               |               |   |   |  |
|  |              |               |               |   |   |  |
|  | 10           | Tristan Boyer | Tristan Boyer | 7 | 6 |  |
|  | 22           | James Trotter | James Trotter | 6 | 3 |  |

### Sezione 11
|  | Ultimo turno |                |                |   |   |  |
|  |              |                |                |   |   |  |
|  | 11           | Térence Atmane | Térence Atmane | 4 | 4 |  |
|  | 32/PR        | Facundo Bagnis | Facundo Bagnis | 6 | 6 |  |

### Sezione 12
|  | Ultimo turno |                     |   |   |   |  |
|  |              |                     |   |   |   |  |
|  | 12           | Juan Pablo Ficovich | 6 | 4 | 6 |  |
|  | 18           | Kyrian Jacquet      | 2 | 6 | 4 |  |

### Sezione 13
|  | Ultimo turno |                |                |   |   |  |
|  |              |                |                |   |   |  |
|  | 13           | Colton Smith   | Colton Smith   | 6 | 7 |  |
|  | 23/Alt       | Patrick Kypson | Patrick Kypson | 1 | 5 |  |

### Sezione 14
|  | Ultimo turno |                       |   |   |   |  |
|  |              |                       |   |   |   |  |
|  | 14           | Pierre-Hugues Herbert | 6 | 3 | 6 |  |
|  | 20           | Li Tu                 | 3 | 6 | 3 |  |

### Sezione 15
|  | Ultimo turno |                    |                    |   |   |  |
|  |              |                    |                    |   |   |  |
|  | 15           | Tomás Barrios Vera | Tomás Barrios Vera | 6 | 6 |  |
|  | 21           | Coleman Wong       | Coleman Wong       | 4 | 4 |  |

### Sezione 16
|  | Ultimo turno |             |   |    |   |  |
|  |              |             |   |    |   |  |
|  | 16           | Taro Daniel | 7 | 64 | 5 |  |
|  | 30/WC        | Dan Martin  | 6 | 7  | 7 |  |